# Wkład kominkowy

Schemat działania wkładu kominkowego bez podejścia dopływu powietrza i bez płaszcza wodnego

Wkład kominkowy – żeliwny lub stalowy wkład w kształcie paleniska, podłączany bezpośrednio do wylotu spalin.
Wkłady o nowocześniejszej konstrukcji mają również przyłącze dopływu świeżego powietrza, a nawet regulator ciągu, który automatycznie reguluje dopływ świeżego powietrza do paleniska. Szyby wkładów kominkowych wykonywane są ze szkła żaroodpornego, wytrzymałego na temperatury rzędu 700 stopni Celsjusza. Wkład kominkowy może posiadać również płaszcz wodny, tj. płytowy lub rurowy wymiennik ciepła, który za pośrednictwem cieczy przekazuje ciepło z paleniska do instalacji centralnego ogrzewania. Wkłady kominkowe stosowane są w celu podniesienia sprawności cieplnej paleniska poprzez ograniczenie wyciągania powietrza z ogrzewanego pomieszczenia przy pomocy zamknięcia paleniska szybą.